# (262876) Davidlynch
(262876) Davidlynch est un astéroïde de la ceinture principale.

## Description
(262876) Davidlynch est un astéroïde de la ceinture principale. Il fut découvert par Jean-Claude Merlin le 21 janvier 2007 à Nogales. Il présente une orbite caractérisée par un demi-grand axe de 2,6392 UA, une excentricité de 0,0983 et une inclinaison de 11,9324° par rapport à l'écliptique.
Il fut nommé en hommage au réalisateur de films américain David Lynch, connu pour ses films surréalistes et son style cinématographique unique.

## Compléments